# Slowenisches biographisches Lexikon
Das Slowenische biografische Lexikon (SBL, slowenisch Slovenski biografski leksikon) ist ein biografisches Nachschlagewerk bedeutender Persönlichkeiten der slowenischen Nation. Es behandelt Personen, die auf dem Gebiet des heutigen Staates geboren wurden oder in engem Zusammenhang mit ihm standen.

## Geschichte

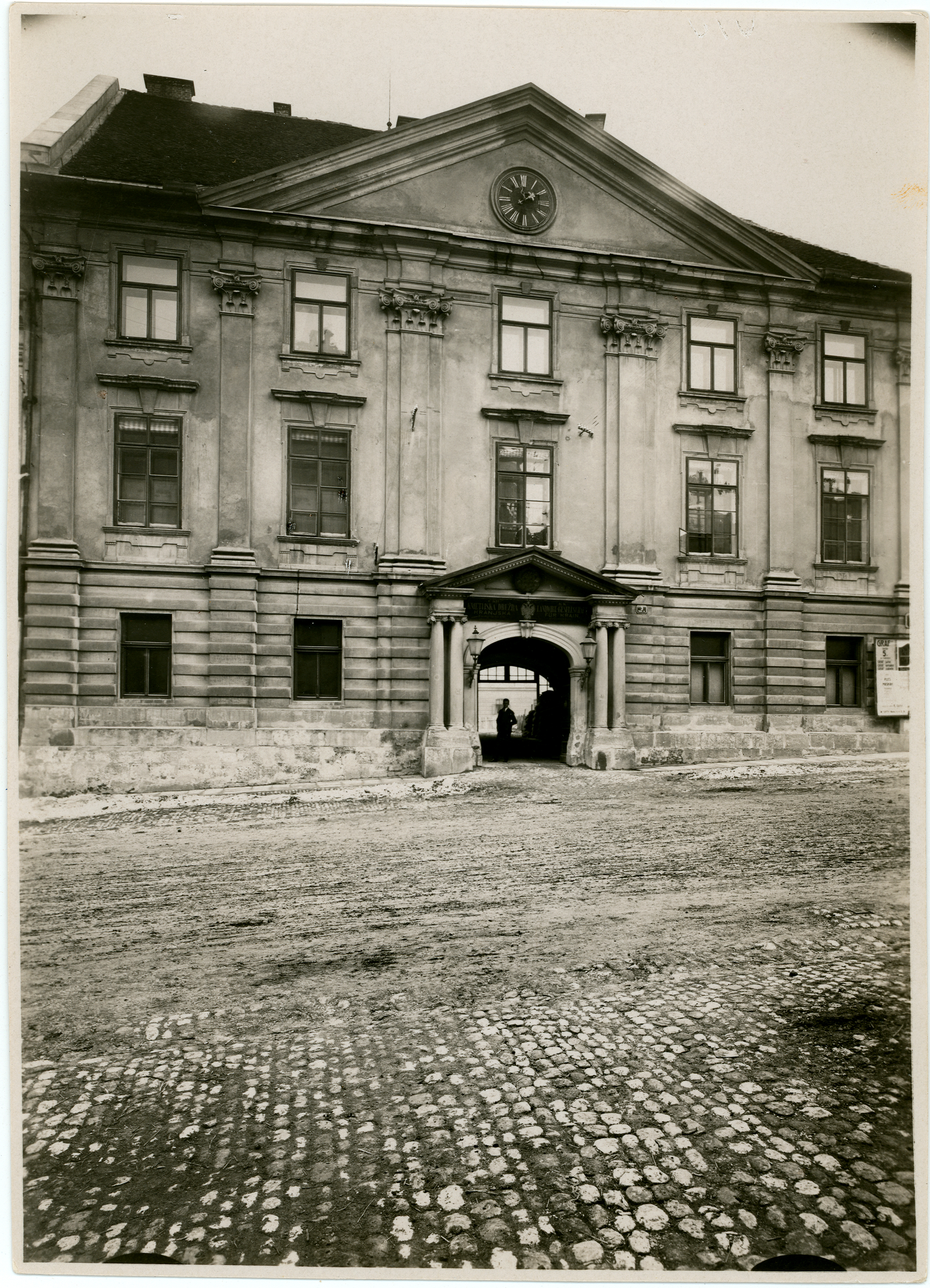
SAZU 1910

Die Arbeiten begannen 1921 mit der erstmaligen Veröffentlichung einer Namensliste. Urheber waren wenige Enthusiasten, die von der 1903 gegründeten Volksbank Zadružna gospodarska banka finanziell unterstützt wurden. Die Bank baute in den Jahren 1921/22 ihr heute noch erhaltenes, prunkvolles Zentralgebäude im ausgehenden Jugendstil und war für nationalistische Tendenzen sehr empfänglich. Als Ziel wurde vor Beginn der Arbeiten definiert:

“The aim of the lexicon is to describe life and work of those persons who have in any way contributed to the knowledge, culture and development of our nation from its early days until now, that is to say, to present essential biographical and bibliographical facts, relevant literature and concise evaluation of someone's opus wherever this evaluation is possible.”

„Das Ziel des Lexikons ist es, das Leben und die Arbeit jener Personen zu beschreiben, die in irgendeiner Weise zu den Erkenntnissen, der Kultur und der Entwicklung unserer Nation von ihren frühen Tagen bis heute beigetragen haben, das heißt, um wesentliche biographische und bibliographische Tatsachen zu präsentieren, wichtige Literatur und prägnante Auswertung von jedermanns Werk, wo immer diese Bewertung möglich ist.“

Der erste Band erschien 1925. Nach dem Zweiten Weltkrieg übernahm die Slowenische Akademie der Wissenschaften und Künste (SAZU) Finanzierung und Herausgabe. 1991 kam das Werk mit 15 Bänden sowie einem Register-Band und 5031 Artikeln zum Abschluss. Die Arbeit war in den Jahren 1935 bis 1952 wegen politischer Instabilität und dann noch einmal für jeweils kurze Zeit in den 1960er und 1970er Jahren unterbrochen gewesen.
Seit 2009 wird an einer Online-Ausgabe gearbeitet. Der erste Band lag im Dezember 2013 vor. Die noch 1998 geplante zwei- bis drei-jährliche Erscheinungsweise konnte nicht eingehalten werden.

## Inhalt
I. Buch
1. Band: Abraham – Erberg. 1925, S. 1–160.
2. Band: Erberg – Hinterlechner. 1926, S. 161–320.
3. Band: Hinterlechner – Kocen. 1928, S. 321–480.
4. Band: Kocen – LUZAR. 1932, S. 481–688 + I

II. Buch
1. Band: Maas – Mrkun. 1933, S. 1–160.
2. Band: Mrkun – Petejan. 1935, S. 161–320.
3. Band: Peterlin – Pregelj. 1949, S. 321–480.
4. Band: Pregelj – Qualle. 1952, S. 481–611 + VIII

III. Buch
1. Band Raab – Schmidt. 1960, S. 1–224.
2. Band: Schmidt – Steklasa. 1967, S. 225–464.
3. Band: Stel – Švikaršič. 1971, S. 225–742 + XXXII

IV. Buch
1. Band, Lager – Trtnik. 1980, S. 1–204.
2. Band, Trubar – Vodaine. 1982, S. 205–500.
3. Band, Waters – Zdesar. 1986, S. 501–780.
4. Band, Zdolšek – Žvanut. 1991, S. 781–1049 + XXXII

Personenindex. 1991

## Bedeutung
Die ursprüngliche Liste hatte 2335 Personen enthalten, doch am Ende waren etwa 5500 Personen im Lexikon repräsentiert. Obwohl nur eine Änderung der Liste genannt wird, ist doch von mehreren Änderungen auszugehen. Die Vollendung des Werkes wurde als großer Wurf für die lexikalische Vollständigkeit und einhellig als wichtige Errungenschaft zur Festigung der Nationenbildung angesehen. Die im Buch besprochenen Personen gelten auch heute noch als vorbildhafte Vertreter ihres Landes. Was diese Enzyklopädie wichtig macht, ist also nicht der besondere Inhalt, sondern die Idee selbst: zum ersten Mal in der Geschichte seines Landes werden die wichtigsten Menschen in einer systematischen, kaleidoskophaften Darstellung behandelt. Keine andere Veröffentlichung Sloweniens hat dies annähernd geschafft.
Darüber hinaus trug das Werk durch seine mehr oder weniger regelmäßige Herausgabe nach dem Zweiten Weltkrieg zu einer wesentlichen historischen Bewusstseinsbildung akademischer und universitärer Institutionen bei. Es steht im europäischen Vergleich mit ähnlichen biografischen Enzyklopädien in einer Reihe. Nachdem dieses für die Nation ein Jahrhundertwerk bedeutende Lexikon vollendet war, fragte man sich, wie daran weitergearbeitet werden sollte. Eine zweite Ausgabe war 1998 geplant, doch es traten ganz grundsätzliche Probleme auf. Man traute sich keine Herausgabe eines solch umfangreichen Werkes, das weit über die vorstellbare Zeitspanne von 15 bis 20 Jahren hinausging, mehr zu. Die Vergangenheitsbewältigung war nach dem Ende des Eisernen Vorhangs, also den letzten zehn Jahren der Herausgabe der ersten Edition, eine schwere Bürde, was die Herausgabe zuletzt verlangsamte und konzeptionell und organisatorisch neue Ansätze blockierte. Eine kontinuierliche Fortsetzung war damit unmöglich. Erzar, langjähriger Mitarbeiter an dem Projekt, schreibt dazu: 

“Some would argue that there is no need for conceptualization in the field of historical research which is, as they suppose, merely descriptive and classificatory. What sort of concepts do you need to do historical research anyway? A completely different view is defended in this paper. In short, there is in every historical research and consequently in every biographical lexicon an irreducible and eminently philosophical part although this part may in most cases be only implicit. In this sense there was an implicit concept, motivated mostly by political circumstances, also in the old edition of SBL.”

„Manche würden argumentieren, dass es keine Notwendigkeit für die Konzeptionierung auf dem Gebiet der historischen Forschung gibt, die, wie sie vermuten, nur deskriptiv und klassifizierend ist. Welche Art von Konzepten brauchen Sie, um historische Forschung zu machen? In dieser Arbeit wird eine ganz andere Ansicht verteidigt. Kurzum, es gibt in jeder historischen Forschung folglich in jedem biographischen Lexikon einen unkürzbaren und höchst philosophischen Anteil, obwohl dieser Teil in den meisten Fällen nur implizit sein kann. In diesem Sinne gab es ein implizites Konzept, das vor allem durch politische Umstände motiviert wurde, auch in der alten Auflage des SBL.“

Gerade aber wegen des einheitlich-ausgewogenen Erscheinungsbildes der ersten Ausgabe ist sein Wert so bedeutend, auch wenn eine Neuausgabe unmöglich erscheint. Im Aufbau orientiert man sich an der im K. G. Saur Verlag herausgegebenen Allgemeinen Deutschen Biographie, deren Anzahl der Einträge mit 60.000 angegeben wird. Das slowenische Äquivalent sollte 1997 in der Online-Ausgabe 15.000 Einträge besitzen, Mitte 2013 rechnete man bereits mit mehr als 22.500 Dateneinträgen. Dabei soll insbesondere darauf geachtet werden, bisher blinde Flecken der Nationalgeschichte zu beleuchten und inzwischen an Bedeutung gewonnene Personen aufzunehmen. Dazu zählen beispielsweise slowenische Emigranten und anti-kommunistische Oppositionelle.
Recherche kann lediglich von den SBL-hauseigenen Computern durchgeführt werden, ist aber ansonsten für jedermann frei.